# Авијатик Берг 30.30
Авијатик Берг 30.30 је аустроугарски ловачки авион. Први лет авиона је извршен 1918. године. 

Био је намењен за висинске борбе на италијанском фронту, са новом конструкцијом трупа и новим мотором у односу на Авијатик .
Распон крила авиона је био 6,82 метара, а дужина трупа 5,00 метара. Празан авион је имао масу од 683 килограма. Нормална полетна маса износила је око 943 килограма. Био је наоружан са два предња митраљеза калибра 8 милиметара Шварцлозе.

## Наоружање
Авион Авијатик Берг 30.30 је био наоружан са два фиксна синхронизована митраљеза Шварцлозе калибра 8 mm која су гађала кроз обртно поље елисе.
| Наоружање авиона: Авијатик Берг 30.30 |                             |
| Ватрено (стрељачко) наоружање         |                             |
| Топ                                   |                             |
| Митраљез                              |                             |
| Број и ознака митраљеза               | 2 х Шварцлозе (Schwarzlose) |
| Калибар                               | 8                           |
| Бомбардерско наоружање (бомбе)        |                             |
| Ракетно наоружање (ракете)            |                             |

## Земље које су користиле авион
- Аустроугарска